# Sthenelais taurangaensis
Sthenelais taurangaensis är en ringmaskart som beskrevs av Augener 1927. Sthenelais taurangaensis ingår i släktet Sthenelais och familjen Sigalionidae.
Artens utbredningsområde är havet kring Nya Zeeland. Inga underarter finns listade i Catalogue of Life.